# Népszavazás Magyarország NATO-csatlakozásáról
Az ún. NATO-népszavazás a magyar demokrácia harmadik országos népszavazása volt 1997. november 16-án. Az Országgyűlés kezdeményezésére arról kellett dönteni, hogy belépjen-e Magyarország az 1949-ben alapított katonai-politikai szövetségbe.

## Háttér
Az 1989-1990-ben lezajlott kelet-európai rendszerváltások után a legtöbb közép-európai országban felmerült a nyugati integrációs szervezetekbe való bekerülés igénye. A térségben kibontakozó feszültségek (pl. délszláv háborúk, nacionalista mozgalmak) miatt az államok számára vonzó gondolatnak tűnt, hogy az ország biztonságát a NATO keretein belül biztosítsák. A Varsói Szerződés Magyarország által kezdeményezett 1991-es megszüntetése után a magyar kormány tárgyalásokat kezdett a NATO-országokkal a szövetségbe való belépés feltételeiről. A következő években Magyarország a NATO egyik legstabilabb közép-európai partnere és a Békepartnerség program alapító tagja lett. A katonai szervezethez való közeledés gondolatát azonban nem támogatta egységesen az ország egésze. A Munkáspárt már 1995-ben népszavazást kezdeményezett a NATO-tagság ellenében, ám az országgyűlés akkor döntési helyzet hiányára hivatkozva nem írta ki azt. A NATO 1997. július 8-án három közép-európai országot, Magyarországot, Csehországot és Lengyelországot hívott meg a szervezetbe. A meghívás nyomán az Országgyűlés ügydöntő népszavazást kezdeményezett, amelyet Göncz Árpád 1997. november 16-ára tűzött ki. A népszavazáson feltett egyetlen kérdés a következő volt:
- Egyetért-e azzal, hogy a Magyar Köztársaság a NATO-hoz csatlakozva biztosítsa az ország védettségét?

A NATO-népszavazás az új népszavazási törvény főpróbája is volt. Az Országgyűlés 1997 nyarán úgy határozott, hogy akkor minősül eredményesnek egy népszavazás, ha a megjelentek többsége, de legalább a választásra jogosult polgárok 25%-a azonos választ ad a feltett kérdésre.

## Kampány

### Támogatók kampánya
A kormány és az Országgyűlés pártjai egyöntetűen a NATO-tagság mellett álltak ki. A parlamenti pártok nem folytattak intenzív saját szervezésű kampányt. A kormány által megrendelt nagyszámú műsor, cikk és konferencia azonban mind a taggá válás támogatására hívott fel. A támogató kampányt főként a külügyminisztérium és a honvédelmi minisztérium finanszírozta. A NATO-barát hangvitelű kampány több esetben is az ORTT elé került, amely elmarasztalta a NATO-párti műsorkészítőket.

### Ellenkampány
A csatlakozás ellen két parlamenten kívüli párt fejtett ki kampányt. A Munkáspárt az egykori állampárt utódjaként ellenezte Magyarország NATO-tagságát. A párt – lehetőségeinek szűkös mivolta miatt – csak erőtlen ellenkampányt fejtett ki, melyben a NATO-t a hidegháborút túlélt, militarista szervezetként jellemezték. 1997 őszén a MIÉP a legnépszerűbb csatlakozást ellenző erőként jelent meg a közvélemény előtt. A párt az 1956-os forradalom idején megfogalmazott semlegességre hivatkozva ellenezte a katonai szövetségbe való betagozódást. A NATO-t érdekvezérelt szervezetként mutatták be, amelytől a magyar nemzet nem várhatja biztonságának garanciáit. A legnagyobb NATO-csatlakozást ellenző kampányrendezvényt 1997. november 14-én a Budapesti Kongresszusi Központban tartotta a párt.

## Eredmények

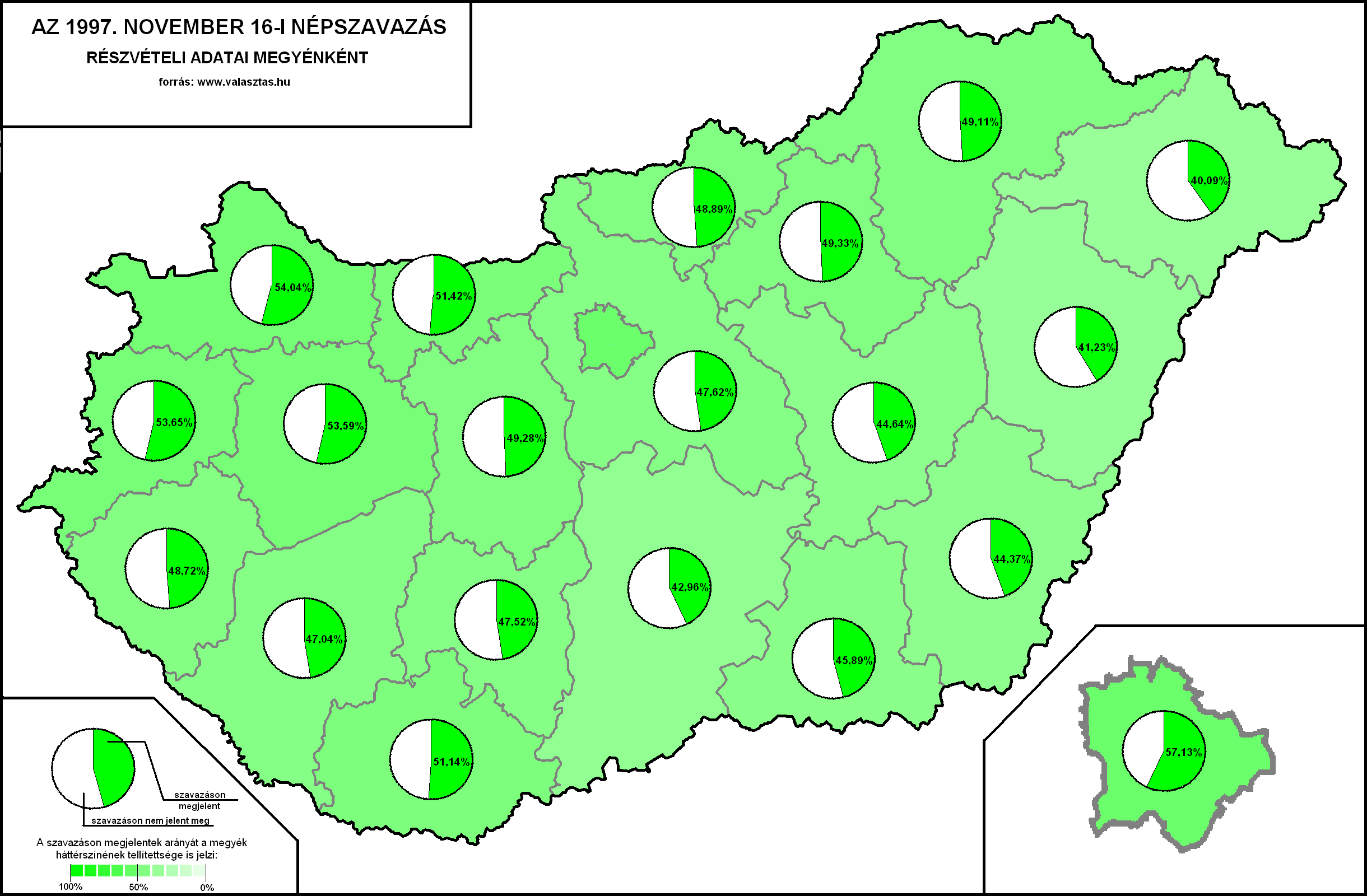
A népszavazás részvételi adatai megyénként

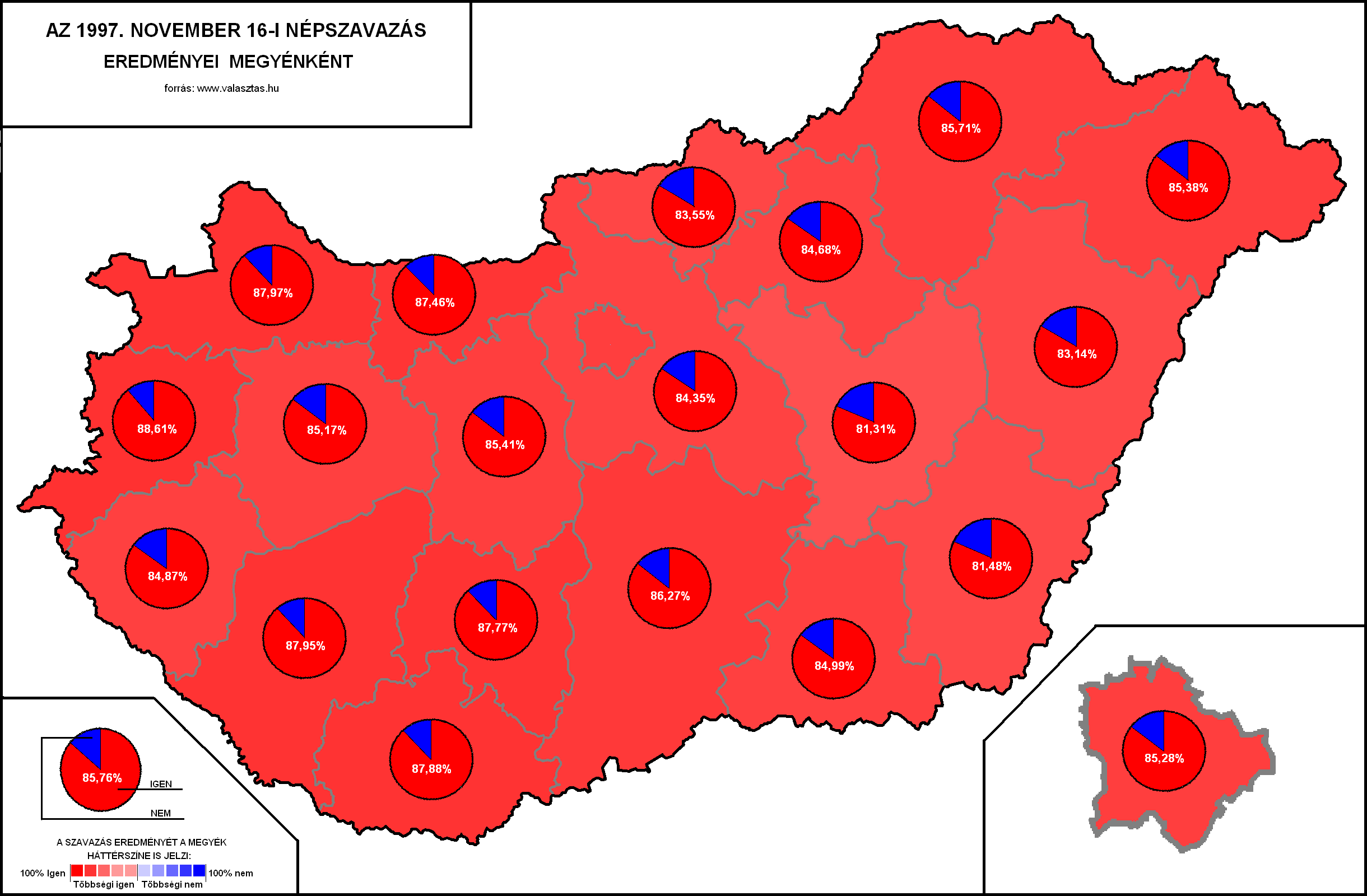
A népszavazás eredményei megyénként

| A Magyarország NATO-csatlakozásáról szóló népszavazás eredménye (1997. november 16.) |              |                       |
| A szavazásra jogosultak száma                                                        | 8 059 039 fő | 100%                  |
| A megjelentek száma                                                                  | 3 968 668 fő | 49,24%                |
| - Ebből érvénytelen szavazat                                                         | 44 961       | a megjelentek 1,13%-a |
| - Ebből érvényes szavazat                                                            |              |                       |
| Válaszok                                                                             | száma        | százalék              |
| Igen                                                                                 | 3 344 131    | 85,33%                |
| Nem                                                                                  | 574 983      | 14,67%                |
| Összesen                                                                             | 3 919 114    | 100%                  |

## Politikai következmények, reakciók
A népszavazás eredményes és a kezdeményezők szempontjából sikeres volt. A nyugati államszövetségbe való betagozódást támogató politikusok törekvéseit a népszavazás legitimálta, a közvélemény a nyugati orientáció mellett foglalt állást. Az Országgyűlés 1998 februárjában határozatba foglalta a népszavazás eredményeit. Magyarország – Lengyelország és Csehország mellett – 1999. március 12-én a NATO teljes jogú tagjává vált.
A nyugati államok sajtója üdvözölte a népszavazás eredményét. A csatlakozást támogatók magas arányát az ország euroatlanti elkötelezettségének jeleként kommentálták.